# Praehedbergellinae
Praehedbergellinae es una subfamilia de foraminíferos planctónicos de la familia Praehedbergellidae, de la superfamilia Rotaliporoidea, del suborden Globigerinina y del orden Globigerinida. Su rango cronoestratigráfico abarca desde el Hauteriviense hasta el Albiense (Cretácico inferior).

## Discusión
Clasificaciones posteriores han incluido Praehedbergellinae en la superfamilia Globigerinoidea.

## Clasificación
Praehedbergellinae incluye a los siguientes géneros:
- Blefuscuiana †
- Gorbachikella †
- Lilliputianella †
- Lilliputianelloides †
- Praehedbergella †
- Wondersella †

Otros géneros considerados en Praehedbergellinae son:
- Archaeokassabella, considerado sinónimo posterior de Gorbachikella
- Microhedbergella